# Вейр, Томас
Томас Вейр (англ. Thomas Weir, родился в 1599 году — умер в 1670 году) —  шотландский офицер, которого казнили по обвинениям в занятиях оккультизмом и различных преступлениях сексуального характера.
Вейр был активным участником движения ковенантеров (сторонников особо строгой формы пресвитерианства). Его проповеди принесли Вейру репутацию харизматичного лидера и поборника самых суровых религиозных устоев. Сотни посетителей стекались к его дому в Эдинбурге, чтобы услышать речь пастыря. Вейр служил под командованием полководца Джеймса Грэма, маркиза Монтроз, в чине лейтенанта в Армии Завета. Он стал известен под прозвищем «Святой лук». Вероятно потому, что резиденция проповедника находилась около вершины района Западный Лук (West Bow), недалеко от Грассмаркет.

## Биография

### Происхождение и карьера
Вейр был уроженцем Карлука (Киркстайл) в Ланаркшире. Он принадлежал к одному из самых влиятельных и древних семей графства — клану Вейр-де-Вере. Его родителями были Томас Вейр-старший и леди Джин Сомервиль, которая, как считалось, обладала способностями ясновидения. Дедушка Томаса Вейра-младшего был Уильям Вейр (или Вере) из замка Стоунбайрс (Stonebyres Castle), который женился на леди Элизабет Гамильтон.
Томас Вейр был активным сторонником договора «Торжественная лига и Ковенант» и офицером шотландской антироялистской армии. В чине лейтенанта он служил в Ольстере во время Ирландского восстания 1641 года. В 1650 году Вейр получил пост командующего эдинбургской городской гвардией и звание майора. После того, как в Эдинбург доставили побеждённого генерала армии роялистов маркиза Монтроз, которого в Шотландии считали предателем, то Вейр, в чьей власти оказался пленник, жестоко издевался над ним до самой казни.

### Признание в преступлениях
После выхода в отставку Вейр в 1670 году заболел. Уже находясь при смерти он неожиданно начал признаваться в своей тайной преступной жизни и многочисленных пороках. Первоначально власти сочли эти признания слишком неправдоподобными и просто следствием психического расстройства. Но отставной майор проявил настойчивость. В итоге его вместе с сестрой Джин Вейр (известная подругам как «Старая дева Гризель») доставили в эдинбургскую тюрьму Толбот для допроса.
Майор Вейр, которому было уже за семьдесят, продолжал добавлять всё новые подробности в свои исповеди. А его сестра, казалось бы, полностью потерявшая рассудок, начала рассказывать невероятные детали о колдовствах и жутком пороке. Она уверяла, что всего несколько лет назад незнакомец вызвал «огненного» демона, который отправился к её брату в Далкит. Там Томас получил «сверхъестественные способности» и содействовал поражению шотландской армии в Битве при Вустере в тот же день от войск Оливера Кромвеля. Джин утверждала, что её брат получал преступную силу от особой трости, которая была увенчана резным черепом. Позднее всё это дало повод другим «очевидцам» рассказывать, что в темноте Вейр излучал дьявольское сияние.
Очень долго здравомыслящие люди не верили Вейру, имевшему репутацию заслуженного и добропорядочного гражданина Эдинбурга. Однако всё новые подробности показаний Томаса и рассказы его сестры Джин изменили общественное мнение. Судьба «прислужников нечистой силы и предателей» была решена. Оба быстро признались во всех обвинениях на суде и были приговорены к смертной казни.

### Смерть
В ожидании казни брат и сестра находились в заключении в бывшей колонии для прокажённых в Гринсайде у холма Кэлтон-Хилл (Calton Hill). Вейр был сожжён в Галлоули (буквальный перевод — «поле виселиц»), расположенном на дороге между Эдинбургом и Литом.
В своём последнем слове Вейр, когда его просили помолиться и покаяться, заявил: «Оставьте меня в покое, я не буду ни молиться, ни просить прощения. Я жил как зверь, и я должен умереть как зверь». Трость Вейра, считавшаяся орудием злодейства, отправилась в костёр вслед за своим владельцем. Очевидцы казни уверяли, что в огне она делала резкие повороты. Джин Вейр казнили на площади Грассмаркет. Останки обоих Вейров похоронили рядом с виселицами у основания холма Шраб Хилл (там обычно закапывали тела преступников).

## Последствия
Дом Вейра в районе Вест Боу более века стоял пустым. Никто не хотел селиться в этом проклятом здании. Как водится, обыватели охотно верили слухам, будто чары семьи Вейров продолжают действовать. Горожанам было страшно не только входить в дом, но и ходить мимо него. Особенно в тёмное время суток.
В конце концов, в 1780 году дом за символическую плату купил бывший солдат Уильям Патулло, который поселился здесь с женой. Но жители Эдинбурга клялись, что новосёлы сбежали в первую ночь. К ним в спальню явился телёнок, который пытался забраться на кровать. По словам Вальтера Скотта, проклятый дом, который ещё полвека оставался заброшенным, власти города приказали в 1830 году снести.
История Вейр была воспроизведена в романе «Странная история доктора Джекила и мистера Хайда» Роберта Стивенсона. Эта книга неоднократно экранизировалась. Роман 2000 года «Фанатик» Джеймса Робертсона также посвящён истории брата и сестры Вейр.